# Бюрен (Фрисландія)
Бюрен (нід. Buren) — село в нідерландській провінції Фрисландія. Входить до муніципалітету Амеланд, розташоване на однойменному острові.
Його площа становить 21,43км², а населення станом на 2021 рік складало 740 осіб.
Перша згадка про населений пункт датується кінцем 11-го сторіччя.

## Галерея

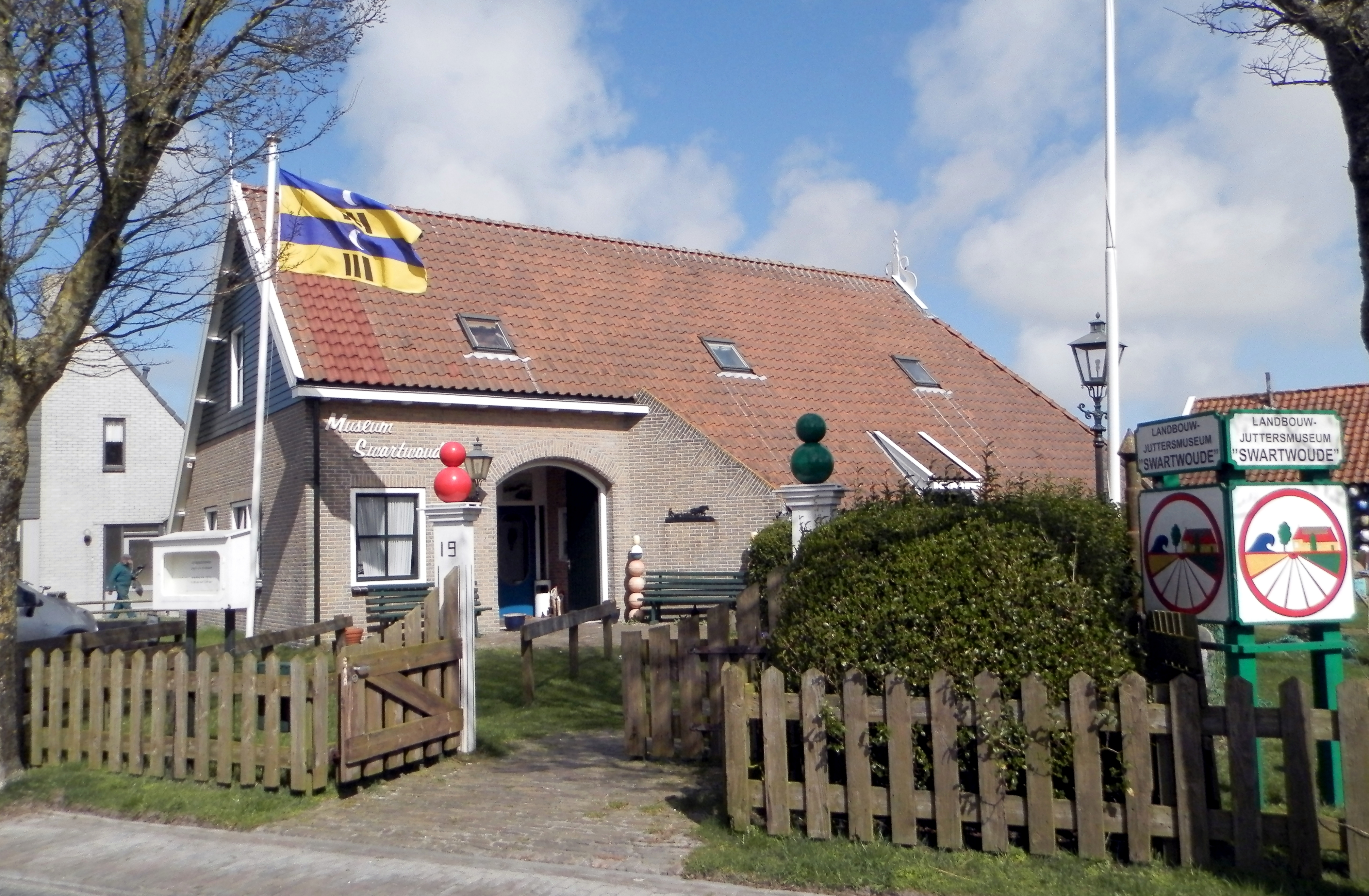
Музей у селі
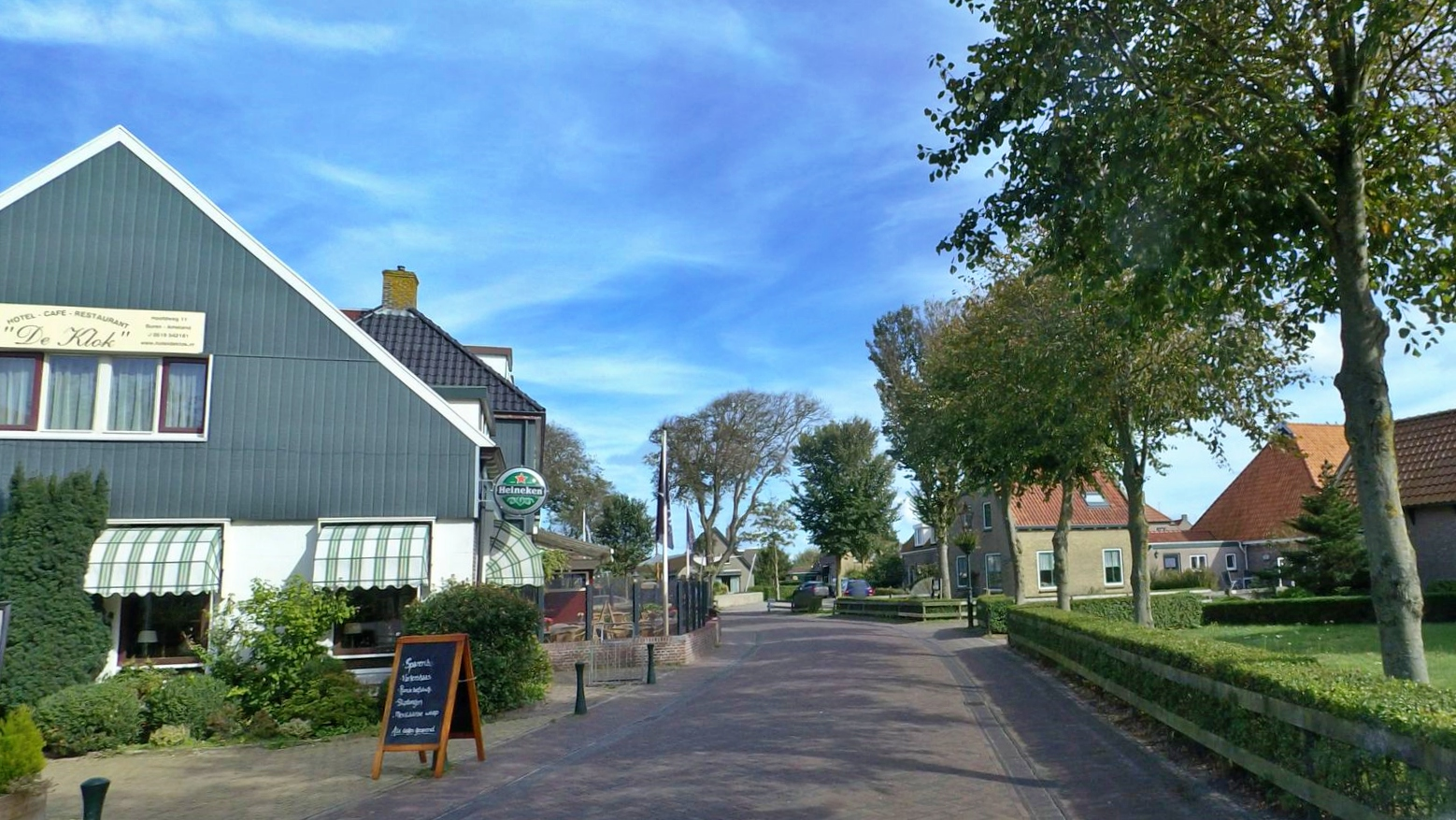
Сільська вулиця
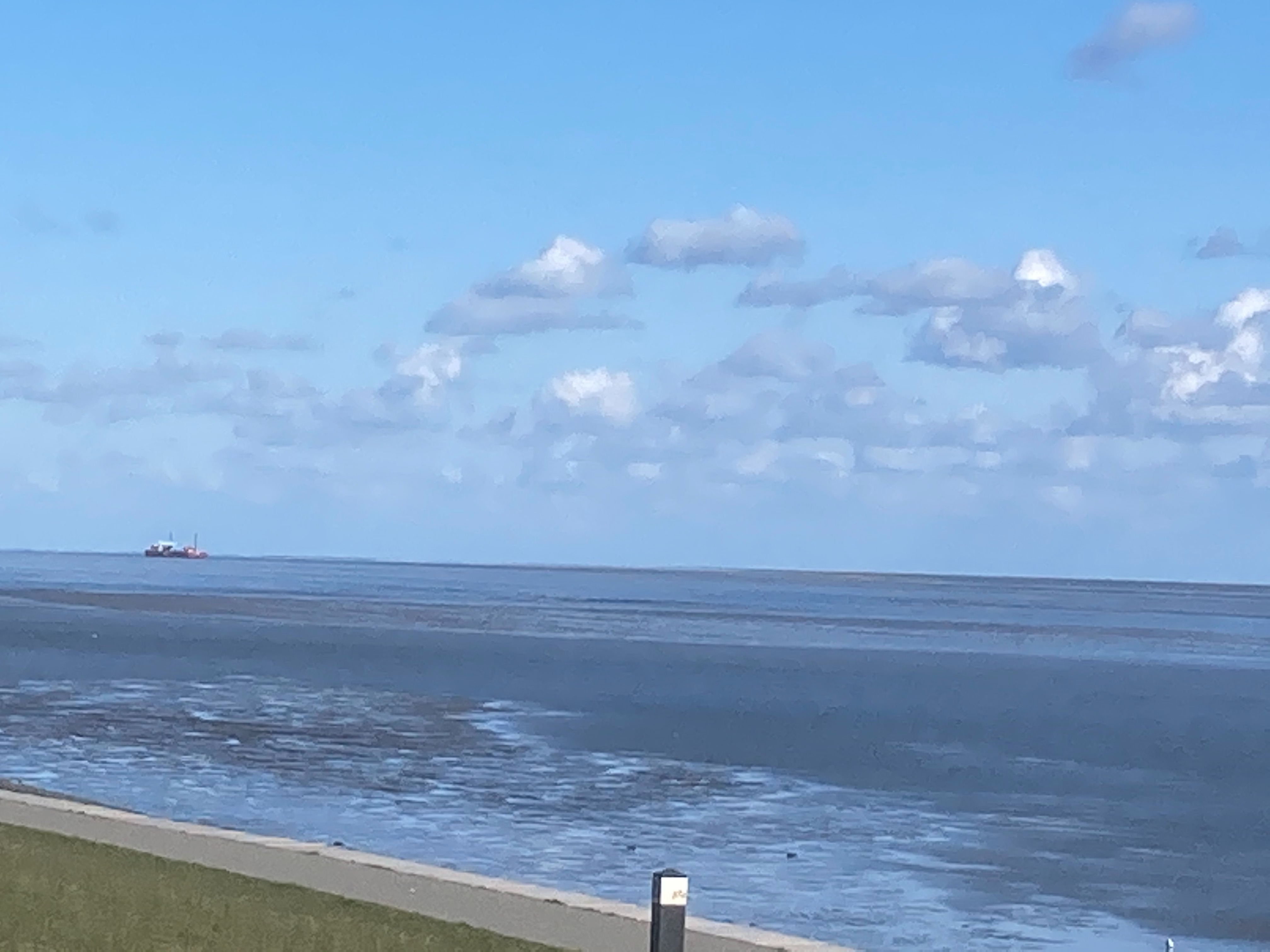
Морський вид